# Caroltal

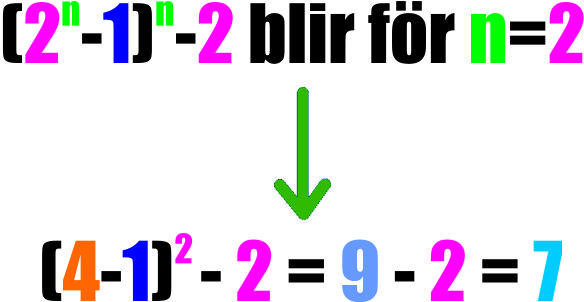
Ett caroltal, det andra i ordningen.

Caroltal är ett heltal på formen {\displaystyle 4^{n}-2^{n+1}-1}. En ekvivalent formel är {\displaystyle (2^{n}-1)^{2}-2}.
De första Caroltalen är:
−1, 7, 47, 223, 959, 3967, 16127, 65023, 261119, 1046527, 4190207, 16769023, 67092479, 268402687, 1073676287, 4294836223, 17179607039, 68718952447, 274876858367, 1099509530623, 4398042316799, 17592177655807, … (talföljd A093112 i OEIS)
Caroltal studerades först av Cletus Emmanuel, som namngav dem efter en vän, Carol G. Kirnon.
För n > 2 är den binära representationen av Caroltal av det n:te Caroltalet n − 2 på varandra följande ettor, en nolla i mitten, och n + 1 fler ettor i rad. Det kan uttryckas algebraiskt med:
{\displaystyle \sum _{i\neq n+2}^{2n}2^{i-1}.}
Så till exempel är 47 lika med 101111 i binära talsystemet och 223 är 11011111 i det binära talsystemet etcetera. Skillnaden mellan det 2n:te Mersennetalet och det n:te Caroltalet är {\displaystyle 2^{n+1}}. Detta ger ännu ett ekvivalent uttryck för Caroltal, {\displaystyle (2^{2n}-1)-2^{n+1}}. Skillnaden mellan det n:te Kyneatalet och det n:te Caroltalet är den (n + 2):te tvåpotensen.
Från och med 7 är vart tredje Caroltal delbart med 7. För ett Caroltal för att också vara ett primtal, dess index n kan inte vara av formen 3x + 2 för x > 0.
De första Caroltalen som även är primtal (Carolprimtal) är:
7, 47, 223, 3967, 16127, 1046527, 16769023, 1073676287, 68718952447, 274876858367, 4398042316799, 1125899839733759, 18014398241046527, 1298074214633706835075030044377087, … (talföljd A091516 i OEIS)
Från och med juli 2007 är det största Caroltalet som även är primtal n = 253987, och har 152916 siffror. Det upptäcktes av  maj 2007 med hjälp av programmen MultiSieve och PrimeFormGW. Det är det 40:e Carolprimtalet.
Det 7:e Caroltalet och 5:e Carolprimtalet, 16127, är även primtal när dess siffror är omvända (emirp), så det är det lägsta Carolemirp. Det 12:e Caroltalet och 7:e Carolprimtalet, 16769023, är också ett Carolemirp.